# شایوکاپولنا
شایوکاپولنا (به مجاری:  Sajókápolna) یک منطقهٔ مسکونی در مجارستان است که در ناحیه میشکولتس واقع شده‌است.